# Terence Fisher
Terence Fisher (Londra, 23 febbraio 1904 – Twickenham, 18 giugno 1980) è stato un regista britannico, noto per i suoi film di genere horror gotico prevalentemente realizzati per la casa di produzione cinematografica britannica Hammer Film Productions.

## Biografia
Dopo aver intrapreso una carriera nella Marina mercantile abbandonata dopo poco, riuscì dal 1947 a lavorare come regista. Nel 1956 iniziò la sua collaborazione con la casa di produzione Hammer Films per dirigere un remake del film Frankenstein. Morì nel 1980 in seguito ad un attacco cardiaco.

## Filmografia parziale

### Regista

#### Cinema
- A Song for Tomorrow (1948)
- Colonel Bogey (1948)
- To the Public Danger (1948)
- Nebbie del passato (Portrait from Life) (1948)
- Marry Me (1949)
- Lo spirito, la carne, il cuore (The Astonished Heart), co-regia di Antony Darnborough (1950)
- Tragica incertezza (So Long at the Fair), co-regia di Antony Darnborough (1950)
- Home to Danger (1951)
- Esca per uomini (The Last Page) (1952)
- Nick non sparare (Wings of Danger) (1952)
- Volto rubato (Stolen Face) (1952)

- Distant Trumpet (1952)
- Mantrap (1953)
- Four Sided Triangle (1953)
- Viaggio nell'interspazio (Spaceways) (1953)
- Blood Orange (1953)
- Three's Company, co-regia di Charles Saunders (1953) (episodi "The Surgeon" e "Take a Number")
- Face the Music (1954)
- Delitto per procura (Murder by Proxy) (1954)
- The Stranger Came Home (1954)
- Final Appointment (1954)
- Mask of Dust (1954)
- Children Galore (1955)
- Stolen Assignment (1955)
- The Flaw (1955)
- L'ultimo uomo da impiccare (The Last Man to Hang?) (1956)
- Kill Me Tomorrow (1957)
- La maschera di Frankenstein (The Curse of Frankenstein) (1957)
- Dracula il vampiro (Dracula) (1958)
- La vendetta di Frankenstein (The Revenge of Frankenstein) (1958)
- La furia dei Baskerville (The Hound of the Baskervilles) (1959)
- L'uomo che ingannò la morte (The Man Who Could Cheat Death) (1959)
- La mummia (The Mummy) (1959)
- Gli strangolatori di Bombay (The Stranglers of Bombay) (1959)
- Le spose di Dracula (The Brides of Dracula) (1960)
- Il mostro di Londra (The Two Faces of Dr. Jekyll) (1960)
- Gli arcieri di Sherwood (Sword of Sherwood Forest) (1960)
- L'implacabile condanna (The Curse of the Werewolf) (1961)
- Il fantasma dell'Opera (The Phantom of the Opera) (1962)
- Sherlock Holmes - La valle del terrore (Sherlock Holmes und das Halsband des Todes) (1962)
- The Horror of It All (1964)
- Lo sguardo che uccide (The Gorgon) (1964)
- The Earth Dies Screaming (1964)
- Dracula, principe delle tenebre (Dracula: Prince of Darkness) (1966)
- S.O.S. i mostri uccidono ancora (Island of Terror) (1966)
- La maledizione dei Frankenstein (Frankenstein Created Woman) (1967)
- Demoni di fuoco (Night of the Big Heat) (1967)
- The Devil Rides Out (1968)
- Distruggete Frankenstein! (Frankenstein Must Be Destroyed) (1969)
- Frankenstein e il mostro dell'inferno (Frankenstein and the Monster from Hell) (1973)